# Martha Hildebrandt
Martha Luz Hildebrandt Pérez-Treviño (Districte de Chicama, La Libertad, 13 de gener de 1925 - Lima, 8 de desembre de 2022) fou una lingüista i política peruana. Va ser la segona dona a ocupar la Presidència del Congrés de la República del Perú l'any 1999; abans ja ho havia fet Martha Chávez. Des de 1995 va exercir càrrecs en el Congrés de la República.

## Estudis
Va iniciar la seua educació sota la guia dels seus pares, radicats en la hisenda Paramonga. En la llavors Facultat de Lletres i Pedagogia de la Universitat Major de San Marcos, M.H. va fer simultàniament les carreres de Lletres i de Pedagogia. Va optar pel grau de Batxiller en Humanitats (1948) i el de Doctor en Lletres (1949) amb tesis sobre temes lingüístics: Asimilación y disimilación i El español en Piura i Ensayo de dialectología peruana, respectivament. Amb aquesta última va obtenir el Premi Nacional de Foment a la Cultura Javier Prado. Amb la beca llatinoamericana atorgada per la American Association of University Women, va fer estudis de Lingüística Estructural en la Northwestern University (Evanston, IIIinois, 1951-1952). Després estudià Lingüística Descriptiva en la State University of Oklahoma (Norman, Okla., 1952)..

## Vida laboral i docent
Com docent en la Universitat de San Marcos, va exercir la càtedra de Fonètica General i Espanyola des de 1947. Va dirigir el primer Curs de Capacitació per a Mestres Indígenes de la Selva Peruana a Yarinacocha, Ucayali (1953). Va ser professora de literatura i llengua castellana en la G.O.I. Mercedes Cabell de Carbonera. Convidada per la Universitat Central de Veneçuela, es va dedicar a la investigació filològica en el seu Institut Andrés Bell (1953-1961); entre 1955 i 1961 va ser també professora de Lingüística Descriptiva en aquesta Universitat. Va dirigir, així mateix, la Secció de Lingüística Indígena de la Comissió Indigenista Nacional (Ministeri de Justícia) de Veneçuela.
De tornada al Perú i a San Marcos, M.H. va reprendre la seua càtedra de Fonètica (1962-1973) i va dirigir el Departament de Lingüística i Filologia. Professora Principal a Dedicació Exclusiva, va dirigir el Programa Acadèmic de Psicologia i Ciències Socials (1969-1970) i va integrar el seu Consell Universitari com a Directora de Coordinació Acadèmica i Avaluació Pedagògica (1970-1972). Fou professora emèrita de la seua alma mater.

## En la UNESCO i el INC
Martha Hildebrandt fou directora general del recentment creat Institut Nacional de Cultura del Perú (1972-1976) i membre del Consell Interamericà de Cultura de l'OEA (1974-1976). Triada pel consell de la UNESCO per al càrrec de Sotsdirector General per a les Ciències Socials i les seues Aplicacions, amb seu a París, el va exercir de 1976 a 1978.

## Lingüística
El 1971 fou triada Membre de Nombre de l'Acadèmia Peruana de la Llengua i va ser la seua Secretària Perpètua des de 1993 fins a 2005.
En l'àrea de les llengües indígenes d'Amèrica, M.H. va publicar sistema fonètic del macoíta (Caracas, 1958); tres Cartilles bilingües per a l'alfabetització d'indígenes guajiros (Caracas, 1958-1959) i un Diccionari guajiro-castellà (Caracas, 1963).
En el camp de la filologia castellana, M. H. va publicar: La llengua de Bolívar. l. Lèxic (Caracas, 1961), el govern de Veneçuela reedità aquesta obra el 1974 com un dels actes commemoratius del sesquicentenari de la batalla d'Ayacucho; en 2001 M.H. va publicar, a Lima, una versió reelaborada d'aqueixa obra amb el títol de Lèxic de Bolívar. L'espanyol d'Amèrica en el segle xix. Amb els seus Peruanismos (1969) M.H. va obtenir, per tercera vegada, el Premi Nacional de Foment a la Cultura Javier Prado; aquesta obra va ser reeditada en versió corregida i augmentada el 1994 per la Biblioteca Nacional del Perú. Va publicar El parla culta (o el que haguera de ser-lo), l'any 2000, i ho va reeditar en el 2003. A fins de 2006 va publicar la seua Agenda Culta per a l'any següent.

## Vida política com Congressista
La seua vida política s'inicia el 1994 quan coneix a Alberto Fujimori. En les eleccions generals de 1995 va ser elegida per Canvi 90-Nova Majoria com Congressista de la República, iniciant-se el seu primer període en el Legislatiu. Quan les eleccions generals del 2000 s'aveïnaven i Alberto Fujimori va desitjar postular a la re-reelecció, ella va defensar juntament amb Martha Chávez, Luz Salgado i Carmen Lozada el controvertit projecte.
El 1999 fou elegida com a presidenta del Congrés i en el 2000 va ser reafirmada en el càrrec. Quan el règim de Alberto Fujimori començava a col·lapsar, Hildebrandt va ser destituïda del càrrec per suposadament "estar molt lligada al règim".
Fou reemplaçada per la Primera Vicepresidenta Luz Salgado, i després de 2 renyides eleccions entre oficialistes i opositors, és que es tria transitòriament a Valentín Paniagua Corazao d'Acció Popular, com el nou President del Congrés i, per tant, com President Transitori de la República.
En les eleccions generals del 2001 no va resultar triada, però davant la censura de Luz Salgado, va ser el seu reemplaçament en el Congrés de la República. Ja en les eleccions generals del 2006, va postular amb el nombre 2 al Congrés i va resultar electa amb la tercera votació dins d'Alianza por el futuro, una coalició de tots els partit fujimoristes.
Durant la campanya fou agredida verbalment per Daniel Abugattás, qui per eixe llavors era portaveu d'Ollanta Humala. Li digué que era una "anciana que hauria de cuidar als seus nets".
L'agost 2006 va criticar a les congressistes cusquenyes Hilaria Supa Huamán i María Sumire per fer el jurament usant el segon idioma oficial del Perú, el quítxua, el 25 de juliol 2006. Va demanar a la Taula Directiva del Congrés que solament l'espanyol s'utilitze en totes les sessions del Ple Parlamentari. Després d'aquest fet, i a causa d'un suggeriment d'ella mateixa, el Congrés va decidir que en totes les sessions plenàries calga comptar amb una traducció del quítxua i cada parlamentari tinga el dret a expressar-se en la seua llengua materna.

## Curiositats
Martha Hidebrandt va impulsar la creació d'una guarderia perquè els deixen als seus fills en aqueix lloc i no hàgen d'absentar-se. Hildebrandt deixava en la guarderia als seus nets. Fou també coneguda perquè des de 1995 està en la Junta Preparatòria del Congrés. En aquesta junta es reuneixen al més votat de la llista més votada, el de menor d'edat i el de major edat i Hildebrandt sempre va ser la de major edat.
Per a la Junta del 2006, la van acompanyar el més votat de la llista més votada (Carlos Torres Car de UPP) i la de menor edat (Luciana León de l'APRA).

## Premis i reconeixements
- Palmells Magisterials en el grau d'Amauta (Juny 1999)
- Condecoració de la Medalla d'Honor del Congrés de la República del Perú en el grau de Gran Creu.
- Condecoració Ordre al Mèrit Cultural de Polònia
- Condecoració Ordre Cultural Andrés Bell de Veneçuela
- Premi Nacional de Foment a la Cultura (1969) pel seu llibre Peruanismos.